# فرنسيس لوند فان دوسن
فرنسيس لوند فـان دوسن (بالإنجليزية: Francis Lund Van Dusen)‏ هو ضابط وقاضي ومحامي أمريكي، ولد في 16 مايو 1912 في فيلادلفيا في الولايات المتحدة، وتوفي في 26 مايو 1993.